# Gens Sedàcia
La gens Sedàcia (en llatí Gens Sedatia), ocasionalment escrit Sedata, va ser una gens d'origen plebeu procedent de la Gàl·lia, que va florir d'ençà el segle I al segle iii. L'únic membre conegut de la gens que va aconseguir una posició en el Senat Romà va ser Marc Sedaci Severià, cònsol sufecte (suffectus) l'any 153.

## Membres coneguts de la família
- Gai Sedaci Flor (principis del segle II),[1] secretari per a l'administració de Portus Namnetum (modern Nantes) amb Marc Bessó Segon.
- Marc Sedaci Miro: enterrat a Roma amb el seu germà Apol·linar.[2]
- Gai Sedaci Vel·lei Prisc Macrí, legat imperial a Bitínia durant el regnat de Claudi el Gòtic (268-270).[3]
- Gai Sedaci Esteve (a mitjan segle III),[4] decurio del Civitatis Taunensium a Germània Superior.[5][Note 1]

### Sedaci Sever o Severià
- Gai Sedaci Sever Gaius Sedatius Severus (nascut al voltant del 75), pare de M. Sedaci Severià.[6]
- Marc Sedaci Severià Marcus Sedatius Severianus (n. al voltant de 105-161/162), governador de Capadòcia al començament de la Guerra Parta de Luci Ver durant la qual és derrotat i se suïcida.[7]
- M. Sedaci M. f. G. n. Sever Marcus Sedatus M. f. G. n. Severus (n. al voltant de 130), fill de M. Sedaci Severià.[6]